# Babcock & Wilcox
Pour les articles homonymes, voir Babcock.
Ne doit pas être confondu avec Babcock Wanson.
Babcock & Wilcox est une société américaine spécialisée dans l'industrie énergétique, à la fois fabricant et bureau d'études et de conseil en ingénierie.

## Historique
La société a été fondée en 1867 à Providence (Rhode Island) par deux associés, Stephen Wilcox et George Babcock, pour la fabrication en série de la nouvelle chaudière brevetée par Wilcox. Parmi les principales innovations apportées par Babcock & Wilcox au cours des décennies, il faut citer la première chaudière polyvalente (1881) ; la fabrication des générateurs de vapeur pour l'électrification du métro de la ville de New York (1902) ; la première centrale thermique à charbon pulvérisé (1918) ; la conception et la fabrication des organes de puissance de l'USS Nautilus, le premier submersible à propulsion nucléaire (1953-55) ; la première centrale à charbon à vapeur supercritique (1957) ; la conception et la fabrication des réacteurs du premier bâtiment de surface à propulsion nucléaire, le NS Savannah (1961). Au cours de la Seconde Guerre mondiale, plus de la moitié des bâtiments de l'US Navy étaient propulsés par des turbines Babcock & Wilcox ; simultanément, sa filiale allemande (Deutsche Babcock) assurait l'aménagement de la grande centrale thermique de la base de Peenemünde.
Cette société assure aujourd'hui la conception, la fabrication et le service des réacteurs pour les centrales à énergies fossile ou à énergie renouvelable. Elle est présente dans plus de 90 pays.